# Балка Жовта (притока Жовтої)
Балка Жовта — балка (річка) в Україні у Олександрійському й Кам'янському районах Кіровоградської й Дніпропетровської областей. Ліва притока річки Жовтої (басейн Дніпра).

## Опис
Довжина балки приблизно 11,82 км, найкоротша відстань між витоком і гирлом — 10,03 км, коефіцієнт звивистості річки — 1,18. Формується декількома струмками та загатами. На деяких ділянках балка пересихає.

## Розташування
Бере початок на південно-східній стороні від села Тарасово-Шевченкове. Тече переважно на південний захід понад селом Пахарівка і у селі Жовте впадає в річку Жовту, ліву притоку річки Інгульця.